# 张喜武
张喜武（1958年10月—），内蒙古通辽人，1980年8月参加工作，1984年12月加入中国共产党，辽宁工程技术大学采矿工程专业毕业，研究生学历，工学博士，研究员，高级工程师。中国共产党第十八届中央委员会候补委员。

## 生平
早年毕业于辽宁工程技术大学。1996年，担任神华东胜精煤公司董事长。2004年，担任神华集团有限责任公司总经理。2008年，担任神华集团董事长。2014年2月，任国务院国有资产监督管理委员会党委副书记，次月担任国资委副主任，协助负责日常和改革发展全面工作。分管办公厅（党委办公室）、政策法规局、企业改革局、信息中心、全面深化改革领导小组办公室。2015年2月起，为国资委排名第一的副主任。
2017年4月，媒体广泛报道，张喜武缺席国资委党委召开的理论中心组学习会。国资委领导悉数出席了这次学习会，但唯独国资委党委副书记、国资委副主任张喜武缺席会议。记者查询公开资料，没有看到张喜武因为出国公干或参加国内重要活动而缺席国资委该次学习会的公开报道。这些报道被视为张已被调查的信号。在张喜武调任国资委当年，中纪委巡视组进驻神华集团，并发现系列突出问题，包括：集团煤炭经营管理混乱，领导人操控煤炭审批权等索贿受贿，有些领导人结成利益同盟谋取私利，涉嫌严重违纪违法。神华集团总经理助理张文江、中国神华原副总裁华泽桥等高管已先后落马，张喜武正是他们的前上司。
2017年6月30日，《财新网》报导今年将满59岁的张喜武去职国资委党委副书记、副主任；国资委网站上张喜武的名字已经撤下。张喜武最近一次露面是在3月22日国资委党委、中央纪委驻国资委纪检组召开的案件通报会上，距离其名字从国资委网站被撤下已有3个多月。7月3日，中纪委监察部网站发布消息，张喜武因严重违纪被立案审查，给予张喜武撤销党内职务处分，行政撤职处分，降为正局级非领导职务；终止其党的十八大代表资格；收缴其违纪所得。